# 弦楽四重奏曲 (矢代秋雄)
弦楽四重奏曲（仏:Quatuor）は、日本の作曲家、矢代秋雄が作曲した弦楽四重奏曲。
1957年、毎日音楽賞受賞作品。

## 作曲の経緯
矢代が、5年にわたるパリ留学中に唯一完成させた作品であり、パリ国立高等音楽・舞踊学校（以下、CNSMDPと記す）卒業作品として、1954年夏に第1楽章、第2楽章が、1955年初頭に第3楽章、第4楽章が作曲された。作曲者自身は、この作品について「フランス・アカデミックなものはつとめて避け、むしろ、バルトーク、ヒンデミット、さらにプロコフィエフなどに影響されたと自分で思っている」と述べている。1955年に、CNSMDPの試験において演奏されたが、その評価は芳しくなく、最低の褒状さえ貰えないというものであったという。
この作品の評価がCNSMDPにおいて非常に低かった原因として、当時、マルセル・デュプレが院長を務めていたCNSMDPでは、「19世紀的な伝統を、試験においては重んじる」方針をとっていたためであると言われている。この結果は矢代を大いに失望させたが、審査員の中の二人、アンリ・バローとフローラン・シュミットはこの曲を高く評価し、バローの推薦で、この作品はパレナン四重奏団の演奏により、ラジオ・フランスから放送初演された。
矢代の帰国後、パレナン四重奏団、ラモー四重奏団、アカデミー四重奏団、プロムジカ四重奏団、N響四重奏団などにより演奏され、ロンドンでは、マクジボン四重奏団の演奏でBBCから放送された。

## 初演
- 1955年、パレナン四重奏団により初演。（放送初演）

## 編成
ヴァイオリン2、ヴィオラ、チェロ。

## 作品の概要
4楽章形式の作品である。作曲者のコメント通り、バルトークやヒンデミットの影響を思わせる作品であるが、ピッツィカートなどの、弦楽器の特殊奏法を駆使した作品となっている。

### 第1楽章
Adagio ma non troppo〜Allegro assai, un poco capriccioso〜Tempo primo。序奏・後奏付きの展開部を欠くソナタ形式。冒頭、ヴィオラによって、17小節に及ぶ、息の長い旋律が提示される。この旋律がチェロに受け渡されて静まってゆくと、アレグロの主部に入る。リズミカルであるが断片的な印象の第1主題の提示に続いて、第2ヴァイオリンに、長調と短調の狭間でうねるような第2主題が提示される。第2主題が第1ヴァイオリンに受け渡されて確保されると、短い推移の部分を経て、第1主題が再現される。リズミカルな伴奏を伴って第2主題も再現されると、第1主題後半の動機でクライマックスを築き、第2主題を中心とした響きの中で静まってゆく。後奏では、第1ヴァイオリンを起点に、掛け合いの形で序奏の旋律が再現され、ひっそりと曲を閉じる。

### 第2楽章
Prestissimo, un poco misterioso ma scherzando〜Un poco meno mosso〜Tempo primo。4分の2拍子のスケルツォ。この楽章では、全ての楽器が弱音器をつけて演奏する。第2ヴァイオリンを起点に、1小節単位の細かい走句をやり取りする開始から、ハーモニクスのアルペジオやグリッサンド奏法、さらにはピッツィカート奏法とグリッサンド奏法との併用など、音色に工夫を凝らした部分となる。トリオ部分では、3連符のレガートの伴奏形の上で、第1ヴァイオリンに滑らかな旋律が現れる。スケルツォ部分がやや拡大されて再現される。

### 第3楽章
Andante espressivo〜poco agitato〜piu agitato〜Adagio ma non troppo。全合奏による、悲痛なコラールで開始される。コラールの主旋律である、半音の音程を行き来する、つぶやくような旋律が、付点リズムをもちいた規則的な動きの上で歌われる。分散和音形の伴奏を伴って、ヴィオラが明るい調性的な響きの旋律を奏する。次第に盛り上がりを見せ、コラール旋律で頂点を築く。再び、付点リズムが回帰すると、やがてチェロに第1楽章の序奏の旋律が再現される。ヴァイオリン、ヴィオラの長く引っ張る和音の下で、チェロが3弦をかき鳴らす、グリッサンドを伴うピッツィカートを幾度も奏する。アタッカで次の楽章へと続いてゆく。

### 第4楽章
Allegro giocoso〜Adagio ma non troppo。A-B-A-C-A-B-A-コーダの複合三部形式。第2ヴァイオリンの、間断なく続く八分音符の刻みの上で、第1ヴァイオリンにA部分の主題が提示される。音域の広い、おどけたような旋律である。これに続いて、長調と短調の間を行き来するようなB部分の旋律が現れる。A部分の再現を経て、静かなコラール風のC部分に入る。この部分が長く続いた後、A部分が再現され、チェロと第2ヴァイオリンによる、4つの弦すべてをかき鳴らすピッツィカートの上でB部分の旋律が再現される。A部分の動機で強烈な頂点をつくり、音楽が断ち切られると、ヴィオラに力強く第1楽章序奏の旋律が現れる。すぐに静まってゆき、ヴァイオリンが7度の音程で響く中、ヴィオラとチェロのピッツィカートで曲を静かに終える。

## 出版
- 矢代秋雄『弦楽四重奏曲』- 音楽之友社。1962年。